# Werner Klemke

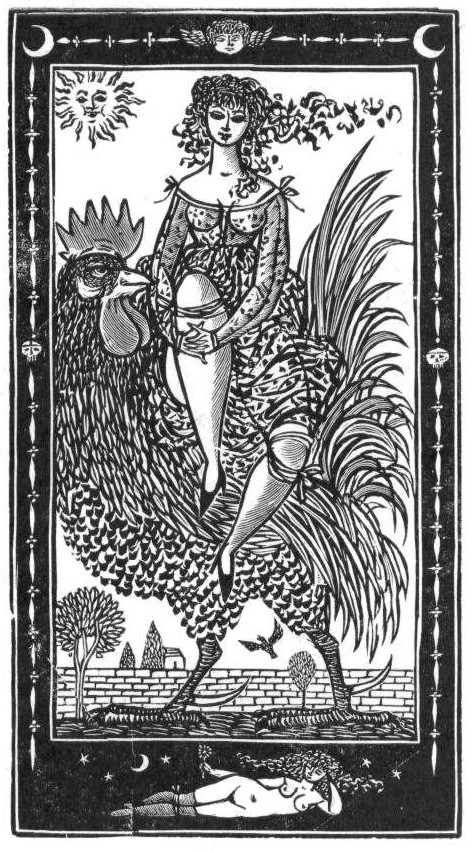
Ilustracja do „Dekamerona” Boccaccio

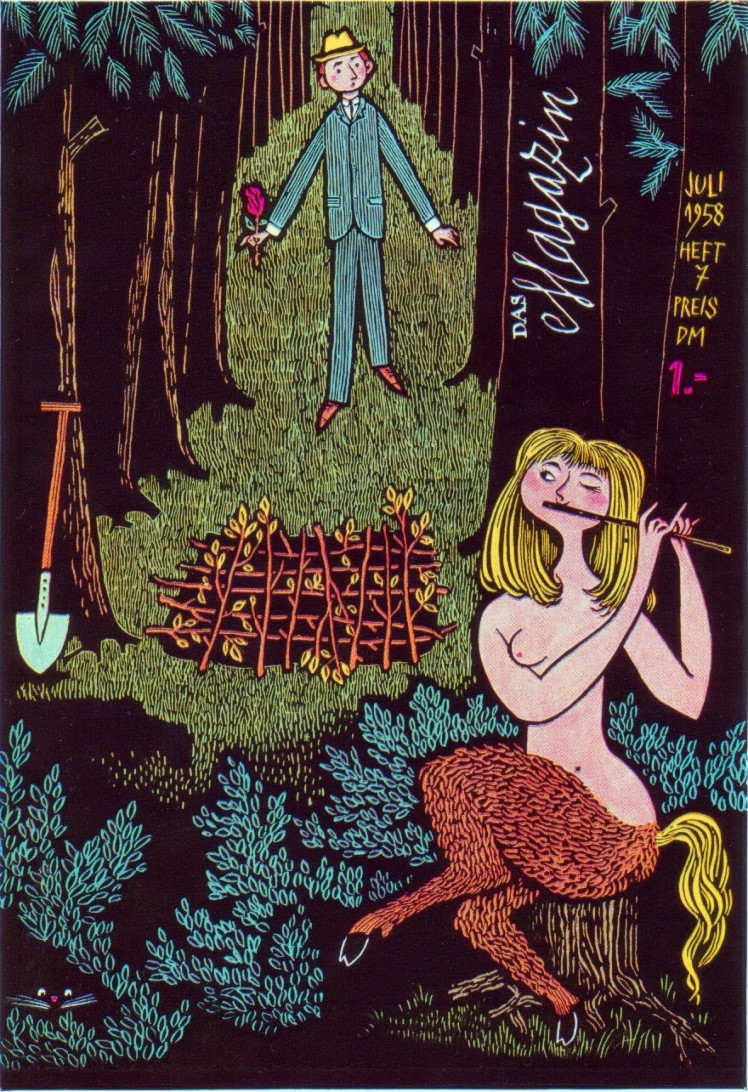
Okładka miesięcznika „Magazin”

Werner Klemke (ur. 12 marca 1917 w Berlinie-Weißensee, zm. 26 sierpnia 1994 tamże) – niemiecki grafik, ilustrator, pedagog.

## Życiorys
Werner Klemke urodził się w rodzinie stolarza, zamieszkałego w dzielnicy Weissensee na północnym wschodzie Berlina.
Po maturze 1936 rozpoczął studium zawodu nauczyciela rysunku we Frankfurcie nad Odrą, ale po kilku miesiącach porzucił naukę. W roku 1937 rozpoczął pracę w wytwórni filmów rysunkowych.
Po wybuchu II wojny światowej został powołany do Wehrmachtu i służył na terenie okupowanej Holandii w jednostce artylerii przeciwlotniczej jako pisarz. Korzystając z nabytych umiejętności, sporządzał fałszywe dokumenty pomagające przetrwać Żydom holenderskim. W roku 1942 ożenił się z koleżanką z wytwórni filmów rysunkowych.
Po wojnie znalazł się w obozie we wschodniej Fryzji, gdzie zapoznał się z techniką litografii. Wkrótce rozpoczął wydawanie książeczki dla dzieci o „Muzykantach z Bremy”, odbijając ręcznie po 15 egzemplarzy dziennie.
W roku 1946 powrócił do Berlina. Utrzymywał się z dorywczych prac graficznych, publikował rysunki w różnych czasopismach. W roku 1948 otrzymał zlecenie na ponad 100 drzeworytów do książki Georga Weertha „Szkice humorystyczne z życia niemieckiego handlu”.
W roku 1951 został mianowany docentem Szkoły Wyższej Sztuk Pięknych i Użytkowych, 1956 został profesorem grafiki książkowej i typografii.
W roku 1956 został Klemke współzałożycielem Pirckheimer-Gesellschaft – stowarzyszenia bibliofilów im. Willibalda Pirckheimera (1470-1530).
W roku 1961 został mianowany członkiem rzeczywistym Akademii Sztuki NRD. Trzykrotnie został odznaczony Nagrodą Państwową NRD.
Włoskie miasto Certaldo nadało mu godność honorowego obywatela za ilustracje do Dekamerona, dzieła związanego z tym miastem Giovanniego Boccaccia.
W roku 1982 przeszedł Klemke na emeryturę, cztery lata później uległ wylewowi, który pozbawił go możliwości pracy twórczej.

## Twórczość
Werner Klemke opracował graficznie ponad 800 książek, zarówno z literatury klasycznej, jak i literatury dziecięcej. Do miesięcznika „Das Magazin” stworzył od stycznia 1955 do lutego 1990 ponad 400 dowcipnych okładek, na których zawsze pojawiał się czarny kotek – jego znak firmowy. Projektował też znaczki poczty NRD.
Zajmował się chętnie drzeworytem, szczególnie precyzyjnym drzeworytem sztorcowym.
Projektował także witraże. Jego prace graficzne ukazywały się nie tylko w NRD; wiele ilustrowanych przez niego książek ukazywało się poza granicami tego państwa.
Dla berlińskiej Biblioteki Państwowej wykonał nieodpłatnie wiele prac, za co otrzymał godność „honorowego czytelnika”.
Klemke był ojcem trzech córek i syna. Córki ukończyły studia plastyczne i dwie z nich zajmują się obecnie spuścizną ojca w archiwum jego imienia.